# Narella megalepis
Narella megalepis is een zachte koraalsoort uit de familie Primnoidae. De koraalsoort komt uit het geslacht Narella. Narella megalepis werd in 1908 voor het eerst wetenschappelijk beschreven door Kinoshita. 